# Премія НАН України імені С. І. Пекаря
Пре́мія і́мені Соломо́на Іса́ковича Пе́каря — премія, встановлена НАН України за видатні роботи в галузі теорії твердого тіла.
Премію засновано постановою Президії НАН України № 228 від 20 червня 1997 року та названо на честь видатного українського фізика-теоретика, педагога, засновника наукової школи фізиків-теоретиків, академіка АН УРСР Соломона Ісаковича Пекаря. Перше вручення відбулося у 1998 році за результатами конкурсу 1997 року.
Починаючи з 2007 року Премію імені С. І. Пекаря присуджує Відділення фізики і астрономії НАН України щотри роки.

## Лауреати премії
| Рік  | Тема | Лауреати                        | Коротко про лауреата |
| ---- | --- | ------------------------------- | --- |
| 1998 | Цикл праць «Фазові перетворення і неоднорідні структури у впорядкованих системах»                                                                    | Горобець Юрій Іванович          | доктор фізико-математичних наук, професор, науковий співробітник Інституту магнетизму Національної академії наук України та Міністерства освіти і науки України                                                      |
| 1998 | Цикл праць «Фазові перетворення і неоднорідні структури у впорядкованих системах»                                                                    | Клепіков В'ячеслав Федорович    | доктор фізико-математичних наук, професор, директор Науково-технічного центру електрофізичної обробки |
| 1998 | Цикл праць «Фазові перетворення і неоднорідні структури у впорядкованих системах»                                                                    | Олемський Олександр Іванович    | доктор фізико-математичних наук, професор, науковий співробітник Інституту прикладної фізики НАН України |
| 2000 | Серія робіт «Теорія електронних та оптичних явищ у квантових гетероструктурах»                                                                       | Васько Федір Трохимович         | доктор фізико-математичних наук, провідний науковий співробітник Інституту фізики напівпровідників НАН України |
| 2000 | Серія робіт «Теорія електронних та оптичних явищ у квантових гетероструктурах»                                                                       | Кочелап В'ячеслав Олександрович | доктор фізико-математичних наук, завідувач відділу Інституту фізики напівпровідників НАН України |
| 2002 | Серія робіт «Теорія динамічних властивостей та фазові переходи у рідких магнетиках»                                                                  | Мриглод Ігор Миронович          | доктор фізико-математичних наук, науковий співробітник Інституту фізики конденсованих систем НАН України |
| 2002 | Серія робіт «Теорія динамічних властивостей та фазові переходи у рідких магнетиках»                                                                  | Рудавський Юрій Кирилович       | доктор фізико-математичних наук, ректор Національного університету «Львівська політехніка» |
| 2002 | Серія робіт «Теорія динамічних властивостей та фазові переходи у рідких магнетиках»                                                                  | Токарчук Михайло Васильович     | доктор фізико-математичних наук, професор, старший науковий співробітник Інституту фізики конденсованих систем НАН України                                                                                           |
| 2004 | Двохтомний енциклопедичний словник «Фізика твердого тіла»                                                                                            | Бар'яхтар Віктор Григорович     | академік НАН України, директор Інституту магнетизму НАН та МОН України і декан фізико-математичного факультету Національного технічного університету «КПІ»                                                           |
| 2004 | Двохтомний енциклопедичний словник «Фізика твердого тіла»                                                                                            | Галкіна Олена Григорівна        | кандидат фізико-математичних наук, завідувач лабораторії відділу фізики магнітних явищ Інституту фізики НАН України                                                                                                  |
| 2004 | Двохтомний енциклопедичний словник «Фізика твердого тіла»                                                                                            | Пашицький Ернст Анатолійович    | доктор фізико-математичних наук, професор, головний науковий співробітник відділу фізики магнітних явищ Інституту фізики НАН України                                                                                 |
| 2006 | Цикл праць «Теорія спін-орбітальної взаємодії та поляронних станів у напівпровідниках»                                                               | Боголюбов Микола Миколайович    | член-кореспондент Російської академії наук, доктор фізико-математичних наук, професор фізичного факультету Московського державного університету імені М. В. Ломоносова                                               |
| 2006 | Цикл праць «Теорія спін-орбітальної взаємодії та поляронних станів у напівпровідниках»                                                               | Рашба Еммануїл Йосипович        | |
| 2006 | Цикл праць «Теорія спін-орбітальної взаємодії та поляронних станів у напівпровідниках»                                                               | Шека Валентин Іванович          | кандидат фізико-математичних наук, провідний науковий співробітник Інституту фізики напівпровідників НАН України |
| 2009 | Цикл робіт «Вплив спін-орбітальної та кулонівської взаємодій на властивості електронних систем»                                                      | Антонов Віктор Миколайович      | член-кореспондент НАН України, завідувач відділу Інституту металофізики ім. Г. В. Курдюмова НАН України |
| 2009 | Цикл робіт «Вплив спін-орбітальної та кулонівської взаємодій на властивості електронних систем»                                                      | Райчев Олег Едуардович          | доктор фізико-математичних наук, провідний науковий співробітник Інституту фізики напівпровідників ім. В. Є. Лашкарьова НАН України                                                                                  |
| 2009 | Цикл робіт «Вплив спін-орбітальної та кулонівської взаємодій на властивості електронних систем»                                                      | Звягін Андрій Анатолійович      | доктор фізико-математичних наук, провідний науковий співробітник Фізико-технічного інституту низьких температур ім. Б. І. Вєркіна НАН України                                                                        |
| 2012 | Цикл робіт «Теорія кореляційних та когерентних процесів у напівпровідникових гетероструктурах»                                                       | Піпа Віктор Йосипович           | доктор фізико-математичних наук, провідний науковий співробітник Інституту фізики напівпровідників імені В. Є. Лашкарьова НАН України                                                                                |
| 2012 | Цикл робіт «Теорія кореляційних та когерентних процесів у напівпровідникових гетероструктурах»                                                       | Сугаков Володимир Йосипович     | член-кореспондент НАН України, завідувач відділу Інституту ядерних досліджень НАН України |
| 2012 | Цикл робіт «Теорія кореляційних та когерентних процесів у напівпровідникових гетероструктурах»                                                       | Шевченко Сергій Іванович        | доктор фізико-математичних наук, провідний науковий співробітник Фізико-технічного інституту низьких температур імені Б. І. Вєркіна НАН України                                                                      |
| 2015 | Передбачення електронних та когерентних акустичних явищ у низьковимірних напівпровідникових структурах                                               | Главін Борис Анатолійович       | кандидатфізико-математичних наук, старший науковий співробітник відділу теоретичної фізики Інституту фізики напівпровідників ім. В. Є. Лашкарьова                                                                    |
| 2015 | Передбачення електронних та когерентних акустичних явищ у низьковимірних напівпровідникових структурах                                               | Горбар Едуард Володимирович     | доктор фізико-математичних наук, професор кафедри квантової теорії поля Київського національного університету імені Тараса Шевченка                                                                                  |
| 2015 | Передбачення електронних та когерентних акустичних явищ у низьковимірних напівпровідникових структурах                                               | Гусинін Валерій Павлович        | член-кореспондент НАН України, доктор фізико-математичних наук, професор, завідувач відділу астрофізики і елементарних частинок Інституту теоретичної фізики ім. М. М. Боголюбова Національної академії наук України |
| 2018 | Розробка аналітичних та числових методів дослідження хвильових і трансформаційних процесів у неоднорідних та нерівноважних конденсованих середовищах | Іванов Михайло Олексійович      | доктор фізико-математичних наук, завідувач відділу Інституту металофізики ім. Г. В. Курдюмова НАН України |
| 2018 | Розробка аналітичних та числових методів дослідження хвильових і трансформаційних процесів у неоднорідних та нерівноважних конденсованих середовищах | Носич Олександр Йосипович       | доктор фізико-математичних наук, головний науковий співробітник Інституту радіофізики та електроніки ім. О. Я. Усикова НАН України                                                                                   |
| 2018 | Розробка аналітичних та числових методів дослідження хвильових і трансформаційних процесів у неоднорідних та нерівноважних конденсованих середовищах | Скрипник Юрій Вікторович        | доктор фізико-математичних наук, провідний науковий співробітник Інституту теоретичної фізики ім. М. М. Боголюбова НАН України                                                                                       |